# Dogna
Dogna é uma comuna italiana da região do Friuli-Venezia Giulia, província de Udine, com cerca de 259 habitantes. Estende-se por uma área de 70 km², tendo uma densidade populacional de 4 hab/km². Faz fronteira com Chiusaforte, Malborghetto Valbruna, Moggio Udinese, Pontebba.

## Demografia
| Variação demográfica do município entre 1861 e 2011                               |
|                                                                                   |
| Fonte: Istituto Nazionale di Statistica (ISTAT) - Elaboração gráfica da Wikipedia |